# شارع شهناز
شارع شهناز هو شارع في تبريز، إيران. الشارع معروف بسبب هندسته المعمارية المتميزة والكنائس والمحلات التجارية. يمر عبر عدد قليل من ضواحي تبريز القديمة.